# Ernest Bloch
Ernest Bloch (Ginebra, 24 de julio de 1880 - Portland, Estados Unidos, 15 de julio de 1959) fue un compositor suizo nacionalizado estadounidense.

## Biografía
Nació en Ginebra y estudió música en el conservatorio de Bruselas con, entre otros, Eugène Ysaÿe y composición en Fráncfort del Meno con Iwan Knorr; posteriormente cursó estudios en el Hochschule für Musik (Escuela Superior de Música) de Fráncfort del Meno. Viajó por toda Europa —Munich,luego lue París, en 1903 donde habla con Claude Debussy—. Al regresar a Ginebra, empieza a componer su ópera Macbeth; y dirige las orquestas en Lausana y Neuchâtel (1909-1910).
Emigra a Estados Unidos en 1916 y obtiene la nacionalidad ocho años más tarde, en 1924. En diciembre de 1920 ocupó el cargo de director musical del recién creado Instituto de Música de Cleveland, puesto que desempeñó hasta 1925. Entre este último año y 1930 fue director del conservatorio de San Francisco. Volvió a Europa en los años 30, pero la presencia nazi le hizo regresar enseguida. De 1942 a 1952, enseñó en la Universidad de Berkeley, California. 
Entre sus alumnos más conocidos se cuentan George Antheil, Roger Sessions, Douglas Moore, Bernard Rogers, Randall Thompson, Herbert Elwell, y Leon Kirchner.
Pasó en Suiza la mayor parte de la década de 1930, antes de regresar a los Estados Unidos. Falleció en Portland (Oregón), a la edad de setenta y ocho años, víctima de un cáncer.

## Composiciones
Las obras tempranas de Bloch incluyen su ópera Macbeth (1910) y muestran la influencia tanto del compositor alemán Richard Strauss como del impresionismo musical de Claude Debussy. Sus obras de madurez se inspiran en la liturgia y la música folclórica judías. Entre dichas composiciones se encuentran: Schelomo (1916) para violoncelo y orquesta; la Sinfonía Israel (1916); Baal Shem para violín y piano (1923, con una versión posterior para violín y orquesta) y Avodath Hakodesh (Servicio Sagrado, 1933) para barítono, coro y orquesta. 
Otras obras de este periodo incluyen un concierto para violín escrito para Joseph Szigeti y la rapsodia América para coro y orquesta.
Las piezas musicales escritas después de la Segunda Guerra Mundial son un poco más variadas estilísticamente, si bien persiste en ellas un tono esencialmente romántico. Algunas, como la Suite hebraica de 1950 continúan con la temática judía; otras, como el segundo concerto grosso (1952) demuestran el interés del autor por el neoclasicismo (si bien aquí el lenguaje armónico es básicamente romántico, bajo una forma barroca); y otras, incluyendo el último cuarteto para cuerdas, incluyen elementos atonales.

## Obras
- 1904: Hiver-Printemps, dos poemas sinfónicos
- 1905: Sinfonía en Do menor

- 1906
  - Invocation, para mezzo-soprano
  - L'abri, para mezzo-soprano
  - La vagabonde, para mezzo-soprano
  - Le déclin, para mezzo-soprano
  - Poèmes d'automne, para mezzo-soprano
- 1913: Macbeth, ópera
- 1914 Ex-Voto, Assez Lent, para piano
- 1916
  - Sinfonía «Israël», con cinco voces solistas
  - Schelomo, rapsodia hebrea, para violoncelo y orquesta
  - Quatuor à cordes nº 1
- 1917: Trois poèmes juifs para orquesta
- 1919
  - Suite para alto y orquesta
  - Suite para alto y piano
- 1920
  - Sonate para violín piano n.° 1
- 1922
  - Poems Of The Sea, para piano
  - In The Night, Poema para piano u orquesta
- 1923
  - Quinteto con piano 1
  - Nirvana, para piano
  - Five Sketches In Sepia, para piano
  - Enfantines, 10 piezas para piano
  - Four Circus Pieces, para piano
  - Danse Sacrée, para piano
  - Nigun, para violín y piano
  - Baal Shem. 3 pictures of Chassidic life, para violín y piano
  - Trois tableaux de la vie hassidique
- 1924
  - Nuit exotique, para violín y piano
  - Poème mystique, sonata para violín y piano n.º 2
  - Trois nocturnes, para violín, violonchelo y piano
  - Méditation Hébraïque, para violonchelo y piano
  - From Jewish life, para violonchelo y piano
- 1925
  - Concerto grosso n.º 1
  - Dans les montagnes, para cuarteto de cuerda
- 1926
  - Four Episodes, para orquesta de cámara (Humoresque Macabre, Obsession, Calm, Chinese)
  - America, an Epic Rhapsody, para coro y orquesta
- 1928: 2 psaumes, para soprano
- 1929: Abodah, para violon et piano
- 1933: Avodath Hakodesh, Servicio sagrado, barítono, coro y orquesta
- 1935: Sonate pour piano
- 1936
  - Visions & Prophecies, para piano
  - Voix dans le désert. Poème sinfónico para violonchelo y orquesta
- 1937: Evocations. Suite para orquesta
- 1938: Concerto pour violon et orchestre
- 1944: Suite symphonique
- 1945: Quatuor à cordes nº 2
- 1946-1950: Six Préludes pour la Synagogue
- 1947: Concerto Symphonique pour piano et orchestre, en Si menor
- 1948: Scherzo Fantasque pour piano et orchestre
- 1950 :Concertino, para flauta, alto o clarinete y cuerda
- 1951
  - Suite hébraïque para alto o violín y piano o para orquesta
  - Meditation and processional, para alto y piano
- 1952
  - Quatuor à cordes nº 3
  - Concerto grosso pour orchestre à cordes, 2
  - In memoriam, para timbales y cuerda
- (1953): Quatuor à cordes nº 4
- 1954: Symphonie pour trombone ou violoncelle et orchestre
- 1955
  - Proclamation, para trompeta y orquesta
  - Symphonie, para timbales, percusión y cuerda, en mi bémol mayor
- 1956
  - Quatuor à cordes nº 5
  - Suite, pour violoncelle solo, n.º 1
- 1957: Quintettes avec piano nº 2 avec piano
- 1958
  - Suite pour violon seul, n.º 1
  - Suite pour violon seul, n.º 2
  - Two last poems (Maybe...), para flauta y orquesta